# Списак сликара/С
| Сликари: A Б В Г Д Ђ Е Ж З И Ј К Л Љ М Н Њ О П Р С Т Ћ У Ф Х Ц Ч Џ Ш |

## Са..
Гаетано Сабатини (1703—1734), италијански сликар
Џени Савил (рођена 1970), енглеска сликарка
Јан Савка (рођен 1946), пољски сликар
Артур Нахт Самборски (1898—1974), пољски сликар
Станислав Самострзелник (1480—1541), пољски сликар
Питер Јанс Санредам (1597—1665), холандски сликар
Ђовани Санти (1435—1494), италијански сликар
Рафаело Санти (1483—1520), италијански сликар
Бети Сар (рођена 1929), афричко америчка сликарка
Џон С. Саргент (1856—1925), амерички сликар
Андреа дел Сарто (1487—1531), италијански сликар
Рејмонд Саундерс (рођен 1934), амерички сликар
Камил Саутер (рођен 1929), енглески сликар

## Се..
Чарлс Себре (1914—1985), афричко амерички сликар
Ђино Северини (1883—1966), италијански сликар
Џозеф Северн (1793—1879), енглески сликар
Ан Севиџ (1896—1971), канадски сликар
Максим Седеј (1909—1974), словеначки сликар
Пол Сезан (1839—1906), француски уметник
Олаф К. Селтсер (1877—1957), амерички сликар
Јачек Семполински (рођен 1927), пољски сликар
Валентин Александрович Серов (1865—1911), руски сликар
Жорж Сера (1859—1891), француски сликар
Јанина Крупе-Свидерска (1921—1961), пољска сликарка

## Си..
Филип Сид (1912—1969), уругвајски сликар
Зигмунд Сидоровиз (1846—1881), пољски сликар
Погус Сизар, афрички сликар
Волтер Сикерс (1860—1942), енглески сликар
Давид Алфаро Сикуерис (1896 — 1974), мексички сликар
Хуго Симберг (1873—1917), фински сликар
Хенрик Симирадски (1843—1902), пољски сликар
Јежи Елеутер Симонович—Сјемигиновски (1660—1711), пољски сликар
Пол Сињак (1863—1935), француски сликар
Јозеф Симплер (1823—1868), пољски сликар
Лука Сињорели (1441—1523), италијански сликар
Казимирс Сичулски (1879—1942), пољски сликар

## Ск..
Јоаким Сковгард (1856—1933), дански сликар
Нилс Сковгард (1858—1938), дански сликар
Вилијем Едуард Скот (1884—1964), афричко амерички сликар
Владислав Слевински (1854—1918), пољски сликар
Лудомир Слезински (1697—1765), пољски сликар
Харалд Слот-Молер (1864—1937), данскии сликар
Метју Смит (1879—1959), енглески сликар
Френк Е. Смит (рођен 1935), амерички сликар
Хинко Смрекар (1883—1942), словеначки сликар
Францишек Смуглевич (1745—1807), пољски сликар
Јенс Сндегард (1895—1957), дански сликар
Силвија Сноуден (рођена 1942), америчка сликарка
Лешек Собоцки (рођен 1934, пољски сликар
Марек Собчик (рођен 1955), пољски сликар
Љубица Сокић (рођена 1914), српска сликарка
Антон Соломука (рођен 1945), украјински сликар

## Сп..
Лица Спати (рођена 1958), грчка сликарка
Лојзе Спацал (1907—2000), словеначки сликар
Остин Осмен Спејр (1886—1956), енглески сликар
Нилс Спенсер (1883—1952), амерички сликар
Карл Спицвег (1808—1885), немачки сликар
Јан Спичалски (1893—1946), пољски сликар
Карл Спринкрон (1887—1971), амерички сликар
Младен Србиновић (рођен 1925), српски сликар

## Ст..
Казимјеж Стабровски (1869—1929), пољски сликар
Ханес Стајнерт (рођен 1954), немачки сликар
Едуард фон Стајнле (1810—1886), немачки сликар
Теофиле Стајнлен (1859—1923), швајцарски сликар
Јакоб Стајнхарт (1887—1968), израелски сликар
Јежи Стајуда (1936—1992), пољски сликар
Никола де Стал (1914—1955), француски сликар
Јан Станиславски (1860—1907), пољски сликар
Војћех Корнели Статлер (1800—1875), пољски сликар
Хенрик Стазевски (рођен 1894), пољски сликар
Боривоје Стевановић (1878—1977), српски сликар
Тодор Стевановић (рођен 1937), српски сликар
Анджеј Стех (1635—1697), пољски сликар
Јан Стен (1626—1679), холандски сликар
Франк Стела (рођен 1936), амерички сликар
Матеј Стернен (1870—1949), словеначки сликар
Кајетан Стефанович (1876—1920), пољски сликар
Клифорд Стил (1904—1980), амерички сликар
Џорџ Стабс (1724 — 1806), енглески сликар
Гилберт Стјуарт (1755—1828), амерички сликар
Сава Стојков (рођен 1925), српски сликар
Франс Стратхоф (рођен 1952), холандски сликар
Дру Стразејн (рођен 1947), амерички сликар
Владислав Стрземински (1893—1952), пољски сликар
Зофија Стријенска (1894—1976), пољска сликарка
Артур Стритон (1867—1943), аустралијски сликар
Бартоломиј Стробел (1591—1650), пољски сликар
Бернардо Строци (1581—1644), италијански сликар
Вон Струп (рођен 1962), енглески сликар
Габријел Ступица (1913—1990), словеначки сликар
Хаим Сутин (1894—1944), белоруски сликар
Јануари Суходолски (1797—1875), пољски сликар
| Сликари: A Б В Г Д Ђ Е Ж З И Ј К Л Љ М Н Њ О П Р С Т Ћ У Ф Х Ц Ч Џ Ш |